# Appelgren
Appelgren är ett svenskt efternamn. Den 31 december 2012 var det 1245 personer i Sverige med efternamnet Appelgren.

## Personer med efternamnet Appelgren
- Anders Appelgren (1670–1716), officer
- Andreas Appelgren (född 1967), ishockeytränare
- Brita Appelgren (1912–1999), ballerina och skådespelare
- Carolina Appelgren (1784–1863), skådespelare
- Curt Appelgren (född 1943), operasångare
- Emilia Appelgren (1840–1935), finländsk konstnär
- Erik Appelgren, flera personer
  - Erik Appelgren (konstnär) (1893–1981), konstnär och skådespelare
  - Erik Appelgren (musiker) (1945–2007), musiker, regissör och skådespelare
- Frida Appelgren (född 1981), sångerska
- Hjalmar Appelgren-Kivalo (1853–1937), finländsk arkeolog
- Johan Appelgren (1597–1660), ämbetsman
- Johan Appelgren (aktiv 1794–1820-talet), tillverkare av tangentinstrument
- Jörgen Appelgren (född 1955), ekonom och politiker (Junilistan)
- Malin Appelgren (född 1969), politiker
- Mikael Appelgren (född 1961), bordtennisspelare
- Mikael Appelgren (handbollsspelare) (född 1989)
- Morgan Appelgren (1923–2000), fotbollsspelare
- Simon Appelgren, flera personer
  - Simon Appelgren (1717–1784), finländsk präst
  - Simon Appelgren (1755–1828), finländsk präst
- Thore Gustaf Appelgren (1872–1950), numismatiker
- Tove Appelgren (född 1969), finlandssvensk regissör, dramatiker och författare